# Royaume de Solimana
Ne doit pas être confondu avec Solimana.
Le royaume de Solimana est un état mineur de l'Afrique de l'ouest au XIXe siècle dont la capitale était Falaba.

## Description
Situé sur une importante route du marché des esclaves, le royaume est visité en 1822 par Alexander Gordon Laing puis en 1869 par William Winwood Reade. Samory Touré l'envahit en 1884. Son chef, Manga Sewa, se suicide alors avec tous les siens et une partie de son peuple. Il entre alors dans l'Empire wassoulou puis fut plus tard incorporé dans la Colonie et Protectorat de la Sierra Leone. 